# Viola confertifolia
Viola confertifolia C.C.Chang – gatunek roślin z rodziny fiołkowatych (Violaceae). Występuje naturalnie w Chinach – w północno-zachodnim Junnan. 

## Morfologia
PokrójBylina tworząca kłącza.
LiścieBlaszka liściowa ma owalny lub nerkowaty kształt. Mierzy 3–8 cm długości oraz 3–8 cm szerokości, jest karbowana na brzegu, ma sercowatą nasadę i ostry lub tępy wierzchołek. Ogonek liściowy jest nagi. Przylistki są lancetowate i osiągają 10 mm długości.
KwiatyPojedyncze, wyrastające z kątów pędów. Mają działki kielicha o lancetowatym kształcie i dorastające do 5–7 mm długości. Płatki są odwrotnie jajowate, mają purpurowo-białawą barwę oraz 12–14 mm długości, dolny płatek jest odwrotnie sercowaty, mierzy 15 mm długości, posiada obłą ostrogę o długości 4-5 mm.
OwoceTorebki mierzące 10 mm długości, o elipsoidalnym kształcie.

## Biologia i ekologia
Rośnie na łąkach i skarpach. Występuje na wysokości od 2800 do 3200 m n.p.m.